# La apoteosis del dólar
La apoteosis del dólar es una obra de grandes dimensiones del artista español nacido en Figueras Salvador Dalí. Actualmente forma parte del patrimonio de la Fundación Dalí, siendo adquirida en 1991 por un valor de 200 millones de pesetas.
Esta obra ha sido calificada como una respuesta al anagrama Avida Dollars del artista surrealista André Breton.

## Elementos
Destacan las columnas salomónicas ondulantes, y los homenajes pictóricos a Velázquez, Goya, Vermeer, Meissonnier y Goethe, además de la presencia omnipresente de símbolos del dólar imbricados con la imagen de Gala transformada en Venus y del propio artista disfrazado de Velázquez.

## Importancia dentro de la obra del artista
El cuadro es considerado como una obra cumbre del artista y que cierra el periodo de trabajo que va desde 1941 hasta 1970. Antoni Pitxot, artista surrealista también y amigo de Dalí, la ha definido como "la plenitud y al mismo tiempo la recopilación de toda una vida de artista".